# 고도프레도 P. 라모스 공항
고도프레도 P. 라모스 공항(영어: Godofredo P. Ramos Airport)은 필리핀 비사야 제도에 있는 공항이다. 마닐라에서 경비행기로 이 곳에 올 수 있으며 유명 관광지인 보라카이로 진입할 수 있는 공항 중 하나로 말라이의 바랑가이 카티클란(영어: Barangay Caticlan)에 있어 카티클란 공항(영어: Caticlan Airport)으로 불리기도 한다.

## 개요
2002년 11월 8일 말라이에서 태어난 정치인 고도프레도 P. 라모스를 기리기 위해 현재의 이름으로 바꾸었다. 사우스 이스트 아시아 항공(영어: South East Asian Airlines)의 허브 공항이며 세부 퍼시픽, PAL 익스프레스, 제스트 항공등 여러 항공사들이 취항한다. 2016년 활주로 확장 공사가 완료되어 A320기 시험 운항에 들어갔다.

## 운항 노선

### 국내선
| 항공사                    | 목적지                                               |
| ------------------------- | ---------------------------------------------------- |
| PAL 익스프레스            | 세부, 마닐라                                         |
| 세부 퍼시픽               | 세부, 마닐라                                         |
| 스카이 파사다 항공        | 마닐라, 푸에르토프린세사, 바콜로드, 엘니도, 테이테이 |
| 사우스 이스트 아시아 항공 | 마닐라                                               |